# Olszewo (powiat kościański)
Olszewo – wieś w Polsce położona w województwie wielkopolskim, w powiecie kościańskim, w gminie Śmigiel.
Wieś szlachecka Woliszewo, własność kasztelana międzyrzeckiego Andrzeja Górki, około 1580 roku leżała w powiecie kościańskim województwa poznańskiego.
W okresie Wielkiego Księstwa Poznańskiego (1815-1848) miejscowość wzmiankowana jako Olszewo należała do wsi mniejszych w ówczesnym pruskim powiecie Kosten rejencji poznańskiej. Olszewo należało do okręgu śmigielskiego tego powiatu i stanowiło część majątku Bojanowo stare, który należał wówczas do księżnej z rodu Hohenzollern. Według spisu urzędowego z 1837 roku Olszewo liczyło 93 mieszkańców, którzy zamieszkiwali 10 dymów (domostw).
W latach 1975–1998 miejscowość należała administracyjnie do województwa leszczyńskiego.